# В трясине
«В трясине» (другие названия — «Растрата», «Игра окончена») — чёрно-белый немой художественный фильм 1927 года снятый на студии Госкинпром Грузии режиссёром Иваном Перестиани.
Премьера фильма состоялась 24 июля 1928 года.

## Сюжет
Действие фильма происходит во время НЭПа. Два друга Василий и Аполлон всё чаще бывают в казино. Увлёкшись игрой в карты и пристрастившись к ним, как к наркотику, Василий — молодой писатель и Аполлон — кассир банка всё свободное время проводят за карточным столом, не замечая как игра затягивает их как трясина.
Аполлон начинает тратить казённые деньги и заканчивает в тюрьме. Василий впадает в отчаяние, тяжело переживая потерю друга...

## В ролях
- Пётр Морской – Василий Резцов
- Павел Есиковский – Аполлон Казачков
- Мария Тадевосян – Маруся
- Иван Кручинин – дедушка Маруси
- Мария Якобини
- Софья Жозеффи-Вахнянская – Элен фон Боль
- Л. Привалов – Василий Сафонов, начинающий писатель
- Константин Лаврецкий